# Manuel Freire de Andrade
Manuel Alberto Freire de Andrade y Armijo (Carmona, 4 novembre 1767 – Madrid, 7 marzo 1835) è stato un generale spagnolo.

## Biografia

### I primi anni e i primi scontri
Freire nacque a Carmona (Siviglia), figlio di un ufficiale di cavalleria originario della Galizia, Francisco Freire de Andrade, e da sua moglie Josefa Armijo y Bravo (originaria di Carmona). Intenzionato a intraprendere la carriera militare, entrò nel reggimento di cavalleria del padre ad Alcántara come cadetto minore quando aveva appena sette anni, e il 1º gennaio del 1780 divenne cadetto ordinario. Prese parte alla sua prima battaglia il 15 maggio 1793, contro le forze rivoluzionarie francesi nel corso della Battaglia di Mas Deu, parte della Guerra dei Pirenei. Freire trascorse i due successivi anni nel Rossiglione e in Catalogna, prendendo parte alle ultime azioni della guerra durante le quali le forze spagnole ripresero Puigcerda e Bellver. Freire ricevette diverse promozioni durante la guerra venendo premiato col grado di sottotenente già dal 10 ottobre 1793, tenente dal 20 novembre e ayundante dal 13 dicembre 1793, capitano dal 18 febbraio 1794 e capitano di cavalleria dal 28 luglio 1795. Durante il periodo di pace che segu', venne promosso sergente maggiore ed ottenne il comando di uno squadrone il 4 aprile 1801. Prese parte alla campagna contro il Portogallo ad Arronches, prima di venire assegnato all'allenamento dell'esercito a Maiorca.

### La guerra peninsulare
Freire fu tra coloro che combatterono contro le forze napoleoniche che invadevano la Spagna e il 15 settembre 1807 prese il comando (col grado di colonnello) di un reggimento di cavalieri volontari a Madrid. L'anno successivo portò avanti delle azioni nell'Estremadura ed in altre località. Venne promosso generale di brigata il 2 marzo 1809 dopo una campagna nella Mancia, e maresciallo di campo dopo la Battaglia di Talavera. Il 10 gennaio 1810 le sue forze si combinarono con la Terza Armata e Freire divenne comandante di cavalleria. Scrisse nel frattempo un manuale di tattica della cavalleria spagnola, pubblicato in Murcia nel 1813.
Dopo aver combattuto i francesi a Murcia, Granada e Valencia (1810-1812), Freire divenne generale e succedette a Francisco Javier Castaños al comando della IV armata, o Armata di Galizia il 12 agosto 1813. Il suo corpo d'armata sconfisse il generale francese Soult nella Battaglia di San Marcial del 31 agosto 1813, facendogli guadagnare la Croce di San Ferdinando. Alla Battaglia della Bidassoa del 7 ottobre successivo, Freire guidò le divisioni dei generali Del Barco e Barcena ad attraversare il fiume per prendere le posizioni francesi a Mont Calvaire. Freire prese parte anche alla Battaglia di Nivelle il 10 novembre successivo. Egli combatté con "cospicua galanteria" nella Battaglia di Tolosa del 1814, dove due sue divisioni vennero separate e trucidate dai francesi a Mont Rave.
Il 7 ottobre 1814, Freire sposò inoltre Beatriz Abbad y Alfaro, la trentantreenne vedova di un suo ufficiale commilitone. La coppia ebbe due figli, Manuel (che morì poco dopo il padre) e Jose (che gli succedette nel titolo di Marchese di San Marcial concesso al padre poco prima della morte).
La carriera militare di Freire continuò, ed egli divenne particolarmente attivo anche in politica durante i turbolenti anni post-bellici. Nel 1818, Freire e tre altri ufficiali pubblicarono congiuntamente "Informe sobre la mejora y aumento de la cría de caballos, dado al Supremo Consejo de Guerra". Due anni più tardi, egli pubblicò altri due libri circa la sua condotta dopo la guerra in Andalusia ed a Cadice.